# برودی جنر
سام برودی جنر (به انگلیسی: Sam Brody Jenner) (متولد ۲۱ اوت ۱۹۸۳ لس آنجلس) مدل و شخصیت تلویزیونی اهل آمریکا است. وی در ساخت مجموعه‌های تلویزیونی متعددی برای شبکه اِم تی‌وی همکاری داشته‌است. برودی علاوه بر حرفه بازیگری دی جی نیز هست و در برخی از کلاب‌های برتر لاس وگاس، نیویورک، میامی، شیکاگو و سان فرانسیسکو اجرا داشته‌است. او با موسسات خیریه همکاری دارد و برای جمع‌آوری کمک‌ها به کشورهای مختلف سفر می‌کند.